# Manejo de fauna silvestre

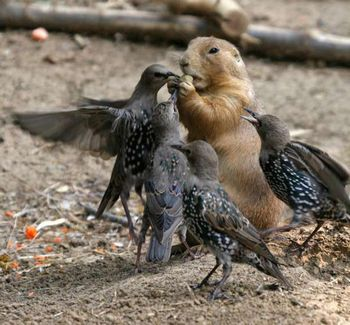
Disputa de alimento por duas espécies diferentes (Competição Interespecífica).

O manejo de fauna silvestre é um conjunto de técnicas de gerenciamento sustentável que auxilia a conservação da fauna silvestre, de acordo com seu status . É uma ciência aplicada que se apoia na ecologia, zoologia, botânica, etologia, geografia, zootecnia e da medicina veterinária. Além disso, para se realizar as análises de dinâmica populacional e outros fatores necessários para o manejo acontecer, são necessárias fundamentações matemáticas, especialmente, a estatística.
O conceito de manejo é definido de acordo com a influência humana em um sistema ecológico, e o controle da fauna silvestre, pode evitar ou mitigar a perda de biodiversidade. Algumas ações humanas podem favorecer o nascimento de uma população ou controlar o número de mortos. Dessa forma, para realizar qualquer tipo de manejo é necessário um conhecimento sobre a espécie da população a ser manejada. Assim, vários questionamentos devem ser realizados antes de se iniciar um manejo de populações.
Informações necessárias para um manejo adequado levam em consideração a biologia da espécie, que envolve seus hábitos alimentares, comportamento, interação com outras espécies. A estrutura populacional, ou seja, o tamanho, distribuição, densidade, estrutura etária, razão sexual. Além da dinâmica dessa população, a taxa de natalidade, taxa de mortalidade, imigração e emigração.

## Contextualização
Com o aumento constante dos problemas ambientais e crises de biodiversidade, o manejo de populações é uma atividade que teve um grande crescimento recentemente.  Dessa forma, para garantir a sobrevivência de espécies raras e ameaçadas, o manejo é considerado a principal preocupação mundial relacionada à conservação da biodiversidade. Sendo assim, muitas unidades de conservação são criadas com esse objetivo, além do crescimento de pesquisas sobre o assunto.

## História
O manejo de populações, existente desde o início da humanidade, foi aprimorado tecnicamente, em níveis da ciência aplicada, no final do século XIX e início do século XX, uma vez que perceberam que para manejar espécies, seja de animais ou plantas, de uma forma eficiente era necessário conhecimento aprofundado.
Ainda no começo do século XX, principalmente nos Estados Unidos, existiam poucas ou nenhuma lei que impedia a caça a animais silvestres. Os chamados “jogos de caça” eram generalizados e sem regras, e os recursos eram utilizados na alimentação, vestimenta, decoração entre outros. Em algum momento começaram a existir políticas e prol da proteção da vida silvestre.
Por volta da década de 1930, a profissão de “manejo de vida selvagem” foi estabelecida por Aldo Leopold e alguns outros, que articulando com a ciência e tecnologia mostravam como restaurar e melhorar o habitat da vida silvestre. Os fundamentos institucionais da profissão vieram junto ao cargo de professor universitário em gestão de vida selvagem (1933, University of Wisconsin, Madison), a publicação do livro “Game Management” de Aldo, o Journal of Wildlife Management que começou a publicar, e as primeiras Unidades Cooperativas de Pesquisa da Vida Selvagem foram estabelecidas. Além disso, muitos projetos de manejo foram planejados ao longo de quarenta anos.
Outro marco importante para o começo do cuidado com as populações e seu habitat é a Lei Federal de Auxílio na Restauração da Vida Selvagem (também conhecida como Lei Pittman-Robertson) de 1937, que foi aprovada nos Estados Unidos. Essa lei foi um avanço importante no campo da gestão da vida selvagem. Colocou um imposto de 10% sobre as vendas de armas e munições e os fundos gerados foram distribuídos aos estados para uso em atividades de gestão da vida selvagem e pesquisa. Esta lei ainda está em vigor hoje.

## Objetivos de manejar populações
Os objetivos para realizar um manejo de populações são variados. Podem ser, por exemplo, para o controle biológico de uma praga, erradicação de uma espécie invasora, conservação de fauna silvestre ou recuperação de áreas degradadas. Assim, de acordo com Caughley (1977) os objetivos podem ser resumidos em diferentes alvos:
- aumento de uma população em declínio ou ameaçada de extinção;
- na exploração de uma população para obtenção de uma produção sustentável;
- na redução da densidade de uma população-problema cujo tamanho encontra-se acima do desejável.

Para definir qual o objetivo e técnicas de manejo a ser realizada, é necessário realizar levantamentos populacionais da espécie-alvo, para adquirir dados de tamanho populacional, e dinâmica populacional.  Entretanto, o manejo também deve considerar as forças que atuam na sociedade humana, assim, não basta apenas a opinião do cientista, são necessárias as opiniões da sociedade e órgãos governamentais. Dessa forma, todo manejo deve seguir uma hierarquia de decisões, de tal forma que o fluxo flui do geral para o mais específico: a escolha da política pública, do objetivo técnico e a da ação de manejo necessária. As políticas públicas, geralmente, representam a forma geral de uma decisão e elas servem para definir algumas linhas que os profissionais podem e devem seguir no manejo de populações. Sendo assim, é importante que existam políticas públicas claras, objetivas e responsáveis, pois a falta delas podem comprometer o sucesso do manejo.
No Brasil, a importância da recuperação ambiental é firmada definitivamente na Constituição Brasileira de 1988, em seu artigo 225, Cap. VI, Tít. VIII, que assegura que, para a efetivação do direito ao meio ambiente ecologicamente equilibrado, é incumbência do Poder Público “preservar e restaurar os processos ecológicos essenciais e prover o manejo ecológico das espécies e ecossistemas”. A Constituição preceitua ainda, em seu artigo 210 que,
“para proteger e conservar as águas e prevenir seus efeitos adversos, o Estado incentivará a adoção, pelos Municípios, de medidas no sentido: I -da instituição de áreas de preservação das águas utilizáveis para abastecimento às populações e da implantação, conservação e recuperação de matas ciliares; II - do zoneamento de áreas inundáveis, com restrições a usos incompatíveis nas sujeitas a inundações frequentes e da manutenção da capacidade de infiltração do solo”.

## Tipos de manejo
Quando se trata de tipos de manejo, dois tipos podem ser citados, sendo eles o Tutelar e o de Intervenção.
- O manejo Tutelar, também conhecido como Custodial Management, atua de maneira protetora ou preventiva, tendo como propósito a minimização de influências externas sobre determinada população e seu habitat. Geralmente, é apropriado para Unidades de Conservação, nos quais é importante proteger os processos ecológicos ou ainda para casos de espécies ameaçadas.

- O manejo de Intervenção, conhecido como Manipulative Management, intervém mudando o número da população. Essa alteração pode ser feita direta ou indiretamente, por meio de modificações na disponibilidade de alimento, habitat, quantidade de predadores, entre outros. Esse caso é indicado para populações em excesso ou declínio. Dentro desse tipo de manejo existem alguns sistemas utilizados: o extensivo (ou Harvesting), o semi intensivo (ou Ranching) e o intensivo (ou Farming).

Capivara (Hydrochoerus hydrochaeris)

- -  Capivara (Hydrochoerus hydrochaeris)O extensivo, ou harvesting, se baseia no manejo de populações naturais dos animais, não havendo interferência direta do ser humano em sua reprodução, alimentação ou criação. Existem métodos antigos e usados por povos primitivos e indígenas, como a rotação de campos de caça. A caça  de uma ou mais espécies é feita por um período determinado em um terreno que é possível de ser delimitado, posteriormente essa área tem seu uso vedado para que possa se recuperar e a caça passa a ocorrer em uma nova área. A mesma técnica é usada em manejo de florestas. Modelos mais atuais, utilizam técnicas de levantamento populacional para definir cotas de extração, que representam somente uma parcela da população de modo a não causar desequilíbrio. Como exemplo, pode-se citar o manejo de cervídeos nos EUA, de capivaras nos Lhanos e de jacarés no Brasil.

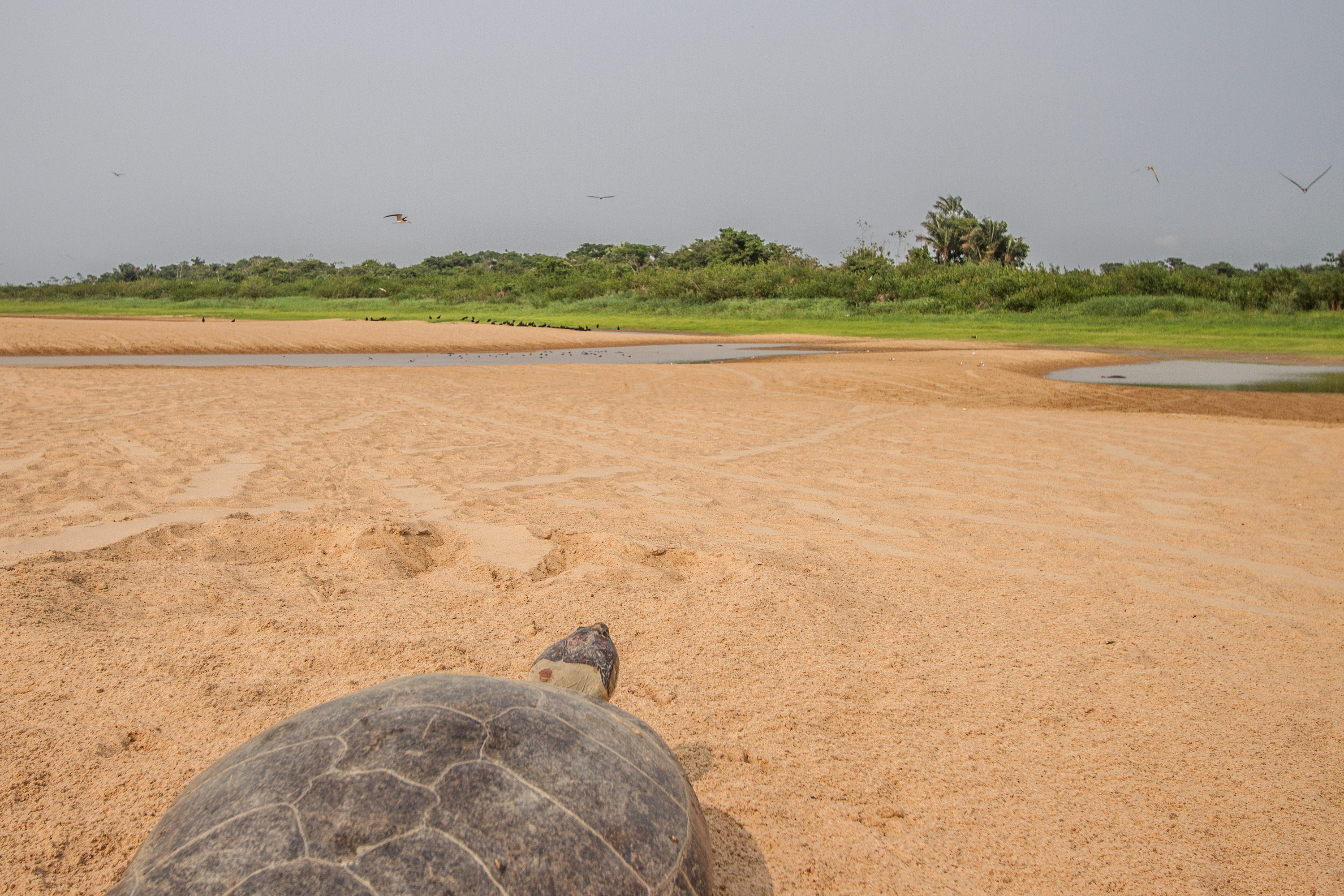
Quelônios no Tabuleiro de Monte Cristo, Pará

- - Quelônios no Tabuleiro de Monte Cristo, ParáO semi intensivo, também chamado de ranching, já possui uma intervenção ativa e direta sobre a espécie ou sobre o ecossistema que habita. Em sua maioria incluem uma parte na natureza e outra em um cativeiro ou laboratório. Muitas vezes é necessário que a população da espécie cresça além do que seria seu tamanho natural e, para isso, é necessário manipular os fatores ambientais, reduzindo competidores e/ou predadores, melhorando ou estimulando a oferta de alimento, controlar parasitas e enfermidades, entre outras intervenções. Um exemplo desse sistema é o manejo de jacaré-de-papo-amarelo na Argentina e de quelônios na Amazônia.

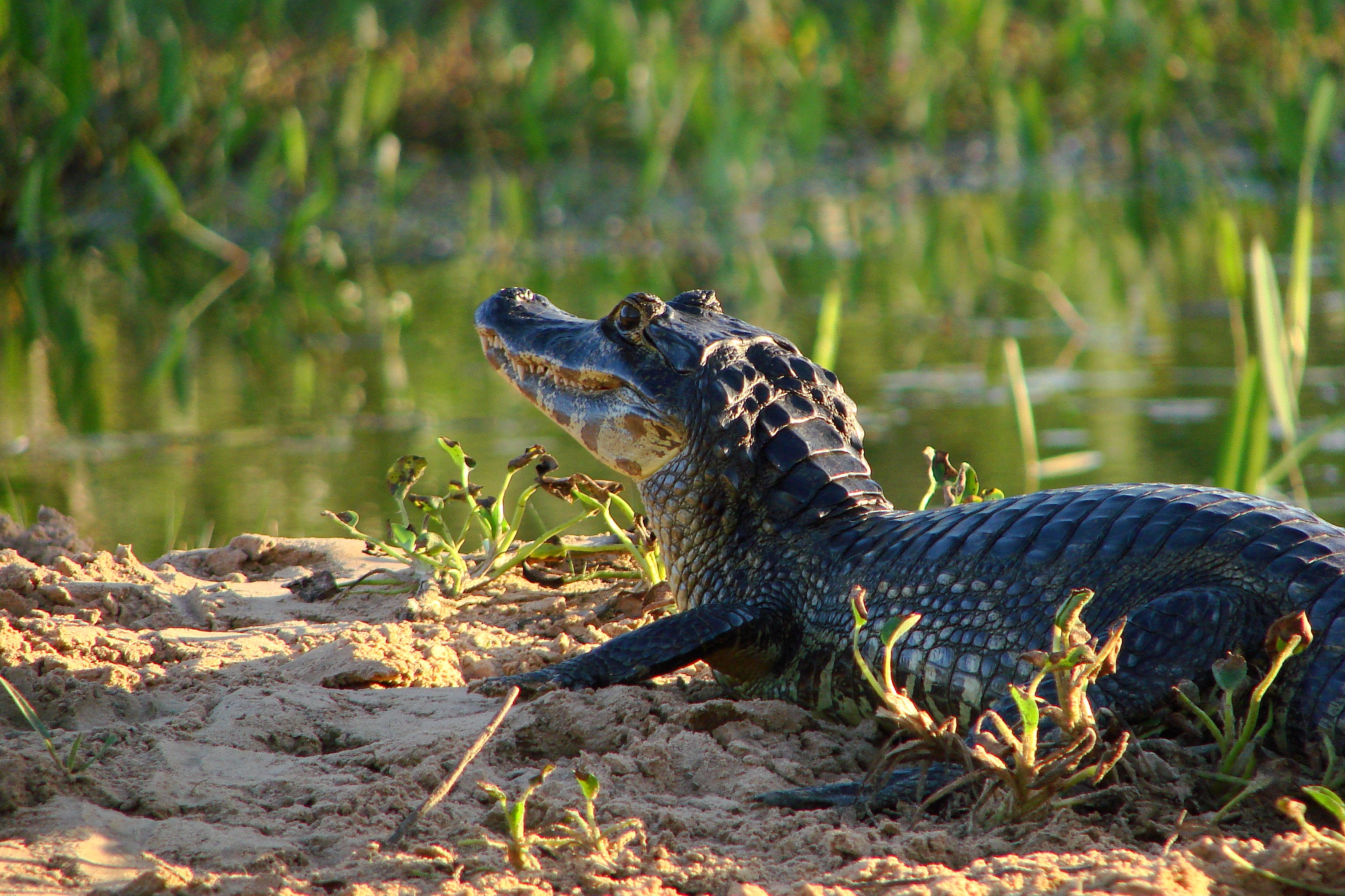
Jacaré-do-papo-amarelo (Caiman latirostris) no Pantanal

- - Jacaré-do-papo-amarelo (Caiman latirostris) no PantanalO intensivo, ou farming, ocorre em um confinamento, onde esses ambientes não podem ser considerados naturais, podendo ser seminaturais ou completamente artificiais. Sendo assim, existe um elevado grau de intervenção, contando com o controle majoritariamente a total das condições ambientais. Como exemplo o manejo de jacaré-do-papo-amarelo no Brasil.

## Exemplos

### Manejo de crocodilianos na Venezuela e no Brasil

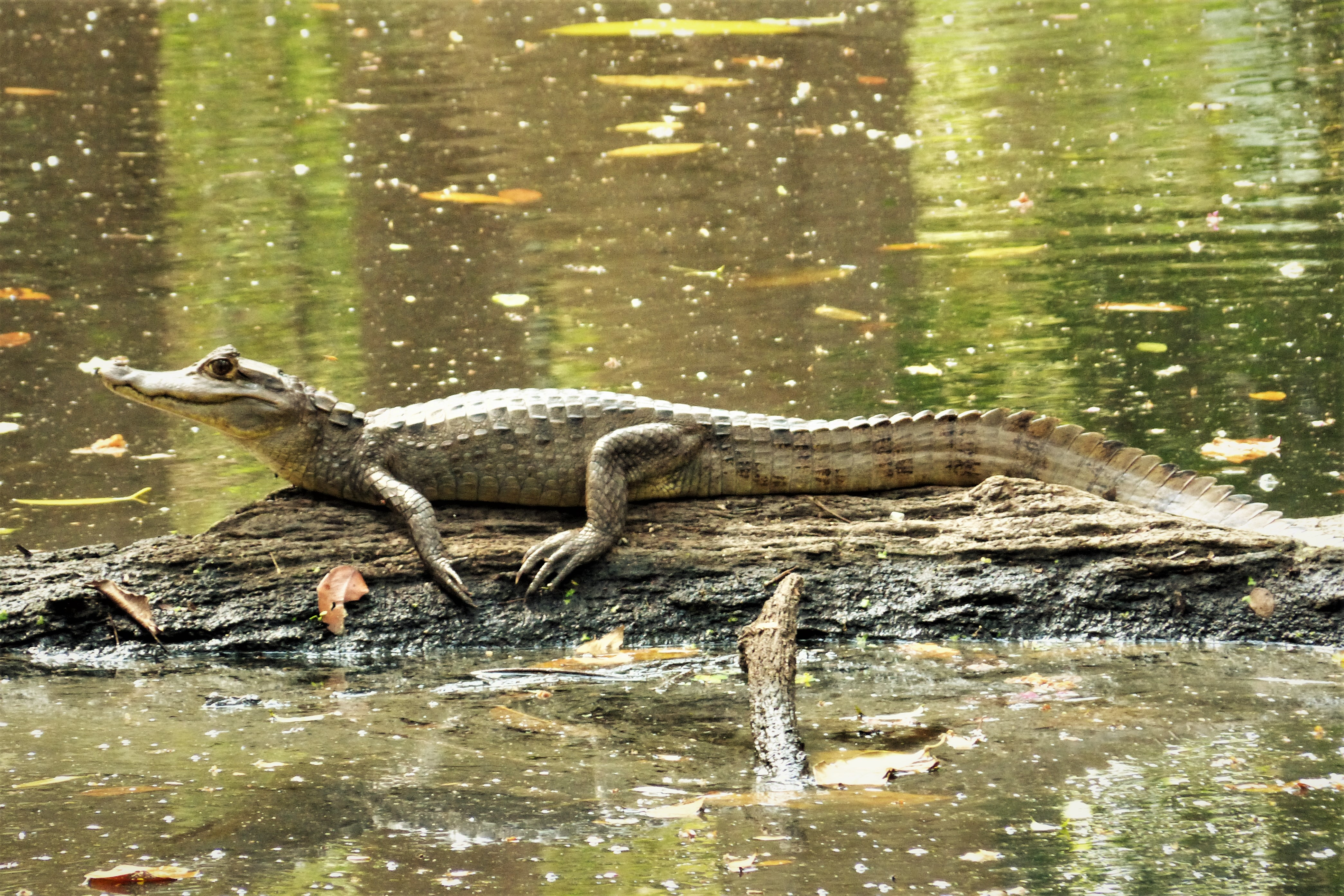
Caiman crocodilus

As espécies de crocodilianos foram alvo de vários sistemas de exploração e conservação ao longo dos anos e apresentam alguns casos extremos que se tornam exemplos práticos da aplicação de técnicas de manejo manipulativas, o harvesting, ranching e farming. O sistema de ranching, manejo semi-intensivo, baseia-se na coleta de ovos na natureza e a posterior engorda dos filhotes em cativeiro. Para adotar essa técnica, é necessário que haja previamente o estabelecimento de uma taxa de retirada que seja sustentável pensando na dinâmica de crescimento da população. O sistema de harvesting, manejo extensivo, na captura seletiva de indivíduos da população sem que ela entre em declínio. No exemplo dos jacarés, essa técnica tem como objetivo a exploração direta do produto oferecido pelos jacarés, como sua carne e pele, diferentemente do sistema anterior, que envolve a criação e produção. Dessa forma, esse sistema é adotado também mediante um monitoramento da população para que as retiradas não afetem sua dinâmica de crescimento significativamente. Já o sistema de farming, um manejo intensivo, foi baseado na criação e reprodução da espécie em cativeiro. O sistema busca controlar fatores que possibilitem a maior produtividade possível, como alimentação, sanidade e ambiência.Como exemplo da aplicação das três técnicas, pode-se observar o manejo de espécies de crocodilianos feitos na Venezuela e no Brasil e as suas consequências tanto na população do animal quanto na economia do país. O sistema de harvesting foi aplicado eficientemente na Venezuela e é provavelmente o melhor exemplo de aplicação da técnica. Na década de 60, ocorria no país uma espécie de crocodiliano de pouco valor no mercado externo, o babo venezuelano (Caiman crocodilus), mas, devido a sua abundância, a espécie era capaz de suportar uma devida taxa de caça. Porém, a intensa caça causou um considerável declínio populacional, até que em 1972 o governo venezuelano se viu obrigado a proibir sua caça e criar um programa de monitoramento. Nesta época, o Brasil apresentava-se em uma situação muito semelhante à da Venezuela, com o jacaré-do-Pantanal. Dessa forma, a caça seletiva dessa espécie seria a melhor opção de manejo. Porém, como a caça foi proibida em 1967, os métodos de farming e ranching foram adotados, por meio de instruções normativas publicadas pelo IBAMA. Entretanto, com o baixo valor do couro e o alto custo da engorda dos filhotes e das instalações, os empreendimentos que faziam esse manejo acabaram tendo limitações demais para continuar funcionando. Além do prejuízo econômico, o fim desses empreendimentos causou a soltura dos indivíduos, que foram introduzidos como espécies exóticas no sul e sudeste onde criadouros funcionavam. No Brasil, a publicação da Lei nº 9.985/2000 (SNUC) permitiu o desenvolvimento de projetos para viabilizar sistemas de manejo comunitário de recursos naturais em Unidades de Conservação de uso sustentável Atualmente existem projetos de manejo extensivo de base comunitária em Unidades de Conservação de Rondônia (RESEX Lago de Cuniã) e Amazonas (RDS Mamirauá) para permitir o aproveitamento legal e sustentável de jacarés

### Projeto Caboclinho da Mata

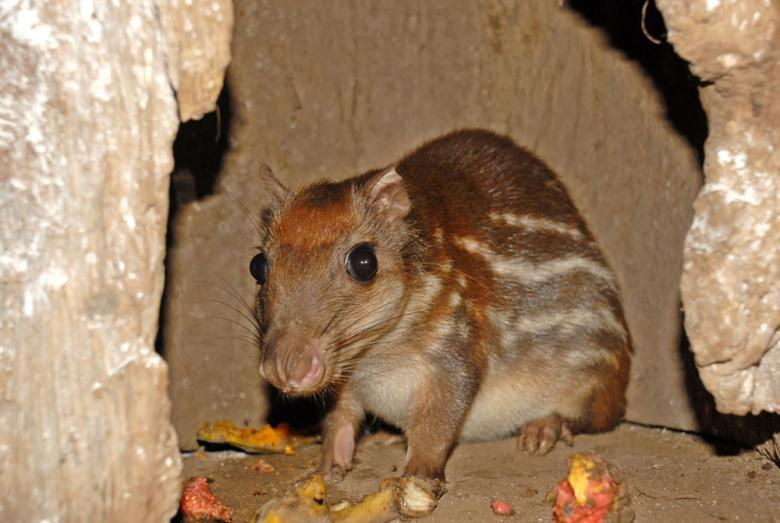
Paca (Cuniculus paca)

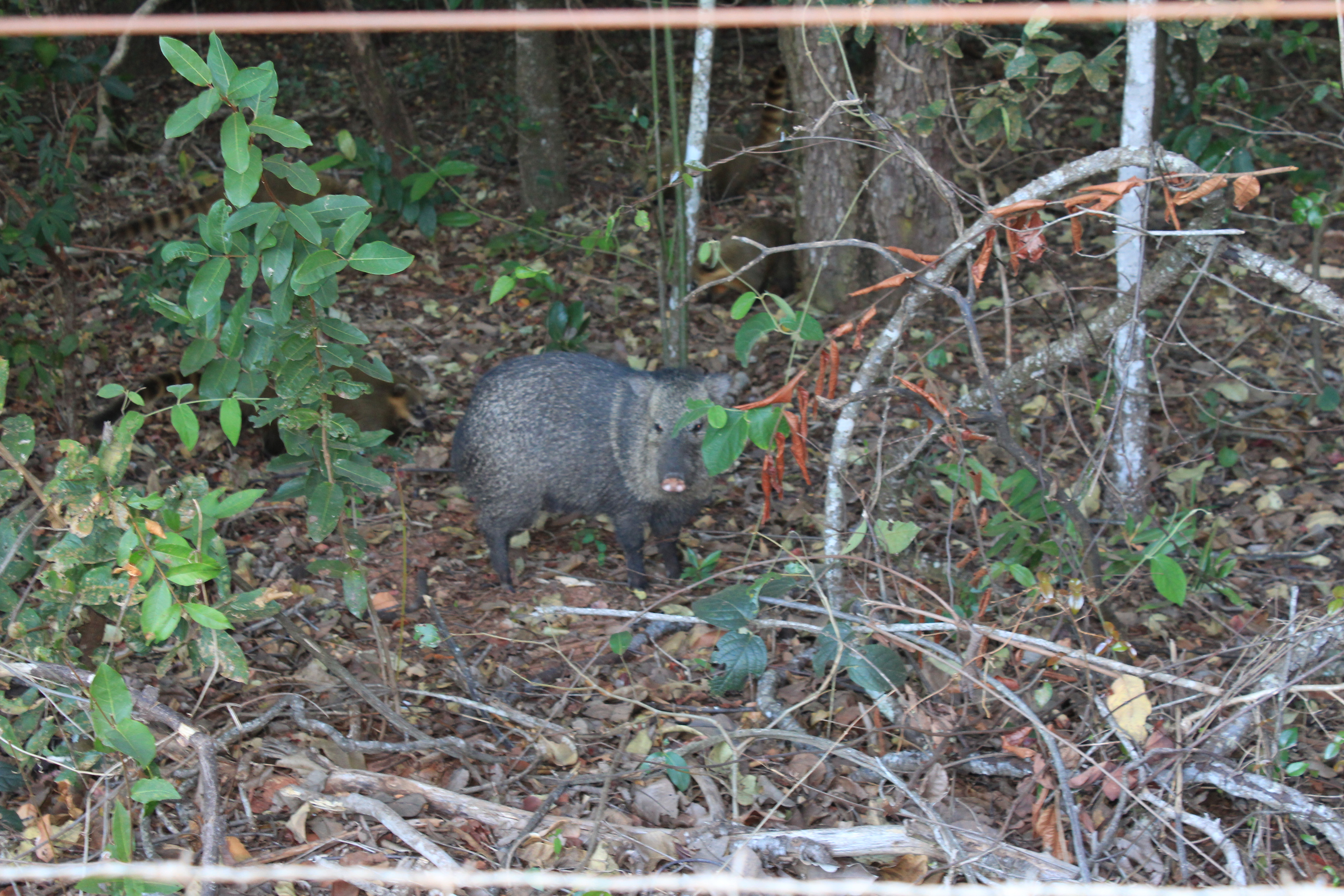
Cateto (Pecari tajacu)

O Projeto Caboclinho da Mata é um exemplo na aplicação do manejo intensivo, que tem o foco de ajudar na reprodução de animais silvestres. O projeto tem como objetivo o estabelecimento de técnicas que permitam o manejo racional da fauna local, dentro do conceito de sustentabilidade que envolve critérios sociais, econômicos e ambientais. A proposta é de promover o cruzamento e assim aumentar o número de animais, diminuindo as chances de extinção da espécie causada por endogamia.
Cabe lembrar que o método de planejamento pode variar de acordo com a realidade da região, da unidade de conservação e conforme a concepção e entendimento do órgão gestor e da equipe que está atuando.
O criatório está inserido em uma área de 819 hectares, sendo 30 de área antropizada, 10 de capoeira e o restante de floresta primária, e composto por três recintos com a capacidade para receber 60 pacas, 30 capivaras e 30 catetos.
Assim que os animais chegam ao criatório, eles são pesados e identificados. A cada três meses são novamente pesados e submetidos a exames de sangue e para detectar a presença de parasitas. A equipe observa ainda o peso ao nascer, ganho de peso mensal, número de partos ao ano, de crias por parto, primeiro cio pós-parto e intervalo entre eles. O resultado das pesquisas referentes ao plantel, à alimentação, comportamento reprodutivo e dos recintos de criação foram editados no livro com o título: “Pacas e Capivaras: criação em cativeiro com ambientação natural”, publicado em 2008.
O trabalho de soltura das pacas é acompanhado por órgão de controle, o Instituto Brasileiro do Meio Ambiente e dos Recursos Naturais Renováveis (IBAMA), que continua o monitoramento depois dos animais soltos nas ilhas florestais. Os dados coletados por esse projeto são necessários para que se conheça o comportamento e a biologia dessas espécies e assim seja possível traçar os planos de manejo sustentável ou em programa de conservação.